# رفاء الحنك
رِفاء الحَنَك أو الرِفاء الحَنَكِي (بالإنجليزية: Palatine raphe) أو الرفاء الناصف أو الرفاء الإنسي (بالإنجليزية: Median raphe) ويُسمى أيضاً الرفاء الناصف للحنك، هوَ رفاء يمُر عبرَ الحَنَك، حيثُ يتمد مِن لهاة الحلق إلى الحليمة القاطعية.

## روابط خارجية
- رسم توضيحي على موقع bris.ac.uk
- رسم توضيحي على موقع ana.bris.ac.uk نسخة محفوظة 1 يونيو 2006 على موقع واي باك مشين.
- رسم توضيحي على موقع waybuilder.net